# Carla Bodendorf
Carla Bodendorf (Eilsleben, 13 agosto 1953) è un'ex velocista tedesca.
Nel 1976 prese parte ai Giochi olimpici di Montréal conquistando il quarto posto nei 200 metri piani e la medaglia d'oro nella staffetta 4×100 metri con Marlies Oelsner, Renate Stecher e Bärbel Eckert che, con il tempo di 42"55, fece registrare il nuovo record olimpico e mondiale. Due anni dopo partecipò ai campionati europei di atletica leggera, dove vinse le medaglie di bronzo nelle medesime specialità.

## Palmarès
| Anno | Manifestazione  | Sede     | Evento                | Risultato | Prestazione | Note                          |
| ---- | --------------- | -------- | --------------------- | --------- | ----------- | ----------------------------- |
| 1976 | Giochi olimpici | Montréal | 200 metri             | 4ª        | 22"64       | Miglior prestazione personale |
| 1976 | Giochi olimpici | Montréal | Staffetta 4×100 metri | Oro       | 42"55       |                               |
| 1978 | Europei         | Praga    | 200 metri             | Bronzo    | 22"64       | =                             |
| 1978 | Europei         | Praga    | Staffetta 4×100 metri | Bronzo    | 43"07       |                               |

## Altre competizioni internazionali
1975
- Coppa Europa di atletica leggera ( Nizza)